# Ernie Walker
Ernest John Munro Walker (7 juli 1928 – 15 mei 2011) was een Schots voetbalbestuurder. Hij was van 1977 tot 1990 de secretaris van de Schotse voetbalbond. Walker was ook voorzitter van de stadioncommissie van de UEFA gedurende een decennium.